# Catharijnebrug (Delft)
De Catharijnebrug is een brug in het centrum van de stad Delft, in de Nederlandse provincie Zuid-Holland. De brug is een rijksmonument en stamt mogelijk uit de 18e eeuw (bouw), rond 1950 is de brug verbreed en verlaagd, Hij overbrugt de gracht Oosteinde.

## Benaming
De gemetselde boogbrug is gelegen bij de Catharijnepoort (Oostpoort), waarnaar zij genoemd is.